# Anarchismus in den Niederlanden

Karte der politischen Gliederung der Niederlande (2012)

Der Anarchismus in den Niederlanden hatte seinen Ursprung in der zweiten Hälfte des 19. Jahrhunderts. Seine Wurzeln lagen in den radikalen und revolutionären Ideologien der Arbeiterbewegung, im antiautoritären Sozialismus, den Freidenkern, in zahlreichen Vereinen und Organisationen die eine freiheitliche Gesellschaftsform anstrebten. Im Ersten Weltkrieg arbeiteten Einzelpersonen und Gruppen von Syndikalisten und Anarchisten verschiedener Strömungen zusammen, für Kriegsdienstverweigerung und gegen die Politik der Regierung. Der gemeinsame Widerstand war gegen Imperialismus und Militarismus gerichtet. Die Ablehnung und der Widerstand gegen den Krieg aus christlichen Motiven ging hauptsächlich vom Bond van Christen-Socialisten („Bund der christlichen Sozialisten“; BCS) aus.
Den Anarchismus in den Niederlanden zu erwähnen, ohne die sozialistische Arbeiterbewegung mit einzubeziehen, ist kaum möglich. Der bekannteste Anarchist, F. D. Nieuwenhuis, kam aus sozial-demokratischen Kreisen und hatte viel dazu beigetragen, aus der Arbeiterklasse einen historischen Faktor zu machen. Als Soziale Bewegung hatte der Anarchismus in den Niederlanden bis Anfang des Zweiten Weltkrieges größeren Einfluss auf den sozialen Wandel der Gesellschaft in kultureller, politischer und sozialer Hinsicht. Nach dem Zweiten Weltkrieg wurde der Anarchismus erst in den 1960er Jahren durch die Provo-Bewegung wiederum aktiv und einer breiteren Öffentlichkeit bekannt.
Der Christliche Anarchismus, der Antiautoritäre Sozialismus und der Christliche Sozialismus waren, ebenso wie der Anarchosyndikalismus, von nicht zu unterschätzender Bedeutung in den Niederlanden. Ebenfalls Genossenschaften, kommunistische Organisationen und verschiedene Vereinigungen, die sich im 19. Jahrhundert für freie Meinungsäußerung, Toleranz und Menschenwürde einsetzten. Sie mussten gegen die Willkür von Staat und Kirche ankämpfen. Sie standen am Anfang des modernen Liberalismus, Sozialismus, dem Antimilitarismus und Anarchismus.
Leitende Personen des frühen Sozialismus in den Niederlanden waren, so die Autoren J. Bank und M.v. Buuren, die Frühsozialisten Hendrik Gerhard (1829–1886), Jan Stoffel (1852–1921) und Ferdinand Domela Nieuwenhuis (1846–1919). Sie vertraten die Ansicht, dass das „soziale Elend“ der Arbeitnehmer der private Grundbesitz (particulier grondbezit) war, und strebten eine Föderation von gesellschaftlichem Grundbesitz an.
Der Freidenker und Anarchist Anton Levien Constandse (1899–1985) schrieb in Het anarchisme in de Nederlanden („Der Anarchismus in den Niederlanden“), dass sich im Norden der Niederlande ein halbes Jahrhundert lang, von 1890 bis 1940, eine anarchistische Bewegung entwickelte, die im Verhältnis größer war als in anderen europäischen Ländern, ausgenommen Spanien.

## Geschichte

### Vorläufer (Auswahl)
Der Anarchismus in den Niederlanden wurde anfangs als communistisch-anarchime, danach als sociaal-anarchisme (gemeint ist der Kommunistische Anarchismus), revolutionair-socialisme („revolutionärer Sozialismus“) und anarcho-syndicalisme (Anarchosyndikalismus) bezeichnet.
Personen des christlichen und jüdischen Glaubens verschiedener Richtungen, die das Christen- und Judentum mit sozialistischen und anarchistischen Ideen in Zusammenhang brachten, insbesondere Pfarrer und Prediger, bekamen allgemein den Namen rode Dominee („roter Pfarrer“). Sie predigten die „Freiheit des Denkens“ und eine „moderne“ Theologie. So gab es zum Beispiel in der Provinz Friesland um 1932 siebzehn „sozialistische Pfarrer“, wovon vierzehn Mitglied der Sociaal-Demokratische Arbeiderspartij (Sozialdemokratische Arbeiterpartei; SDAP) waren. Die „roten Pfarrer“ trugen viel dazu bei, dass der Unterschied zwischen dem christlichen und jüdischen Glauben, der Arbeiterbewegung, und dem Anarchismus überbrückt wurde.
Wegbereiter des Sozialismus und Anarchismus in den Niederlanden war unter anderem der christliche Sozialist Leendert de Baan (1880–1929), Pfarrer und Befürworter der Wehrdienstverweigerung. Politisch war er ein Anhänger vom Bond van Christen-Sozialisten.
− Der religiöse Sozialist und Pfarrer Henri Wilhelm Philippus Elize van den Bergh van Eysinga (1868–1920), aktiv im Socialistisch Verbond. Er propagierte einen „revolutionären Sozialismus“ (revolutionair-socialisme) und Kommunismus. − Johannes Antonius Hendrikus van den Brink (1865–1933), Priester und erstes sozialistisches Mitglied im Gemeinderat von Limburg. Mitglied der SDAP und seit 1904 Sozialist. Er wurde als „abtrünniger Priester“ (afvallige priester) kritisiert. In Vorlesungen machte er Propaganda für den Sozialismus und sah Kirche und Gottesdienst als Gefahr für die Menschheit und den gesellschaftlichen Fortschritt. Ab 1910 hielt er Lesungen für die Freidenker-Vereinigung De Dageraad. − Der Wortführer der „roten Pfarrer“ in der niederländischen Provinz Friesland, Jan Anthonie Bruins Jr. (1872–1947), kam durch F.D. Nieuwenhuis zum Sozialismus. Er war Gründer des christlich-sozialistischen Wochenblattes De Blijde Wereld. Er war unter anderem aktiv bei der „Arbeiter-Jugend“ (Arbeiders Jeugd) und der Nederlandsche Vereeniging tot Afschaffing van Alcoholhoudende Dranken („Niederländische Vereinigung für Abschaffung von Spirituosen“). − Der „rode Dominee“ Frederik Willem Nicolaas Hugenholtz (1868–1924) äußerte Kritik am Kapitalismus. Er wollte eine arbeiderskerk (wörtlich: „Arbeiterkirche“) gründen, bekam jedoch Schwierigkeiten mit der Bevölkerung, die ihn als Pfarrer entlassen wollte. 1899 wurde er Propagandist für die Sociaal-Demokratische Arbeiderspartij (SDAP). − Jan Lambertus Faber (1875–1958), ebenfalls ein „roter Pfarrer“, Zweite-Kammer-Mitglied für die SDAP. Als Pazifist und Mitglied der christlich-antimilitaristischen Vereinigung Kerk en Vrede („Kirche und Friede“) hatte er einen großen Anhang unter sozialistisch eingestellten Arbeitern.

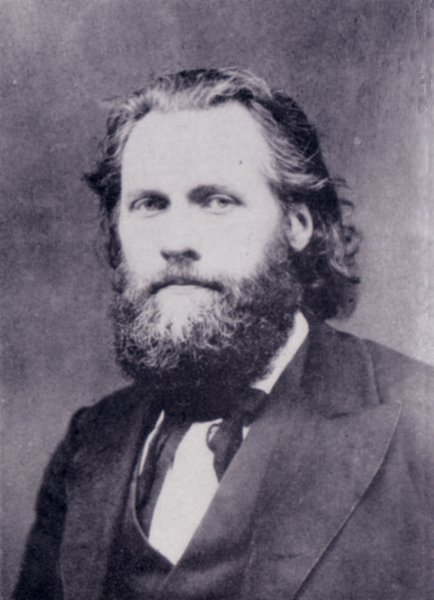
Ferdinand Domela Nieuwenhuis, um 1875

 − Ferdinand Domela Nieuwenhuis, Pfarrer und Pionier des Sozialismus in den Niederlanden. 1889 bekannte er sich zum Anarchismus. − Hendrik Gerhard (1829–1886) wurde de vader van het socialisme in Nederland (wörtlich: „der Vater des Sozialismus in den Niederlanden“) genannt, Mitglied von De Dageraad und Freidenker. Sein Ideal war gelijk recht voor allen („gleiches Recht für Alle“). Er war aktiv in der Friedens- und Arbeiterbewegung und lehnte Gewalt zur Erreichung einer sozialistischen Gesellschaft ab. − Johan Jacob Ledewijk (1871–1942), Befürworter des kommunistischen Anarchismus (sociaal-anarchisme), Gründer der Federatie van Vrijheidlievende Communisten („Föderation der freiheitsliebenden Kommunisten“), Redakteur der Zeitschrift De Vrije Communist und De Toekomst von der Federatie van Revolutionaire Socialisten („Föderation der revolutionären Sozialisten“) sowie aktiv bei dem Sociaal-Anarchistisch Verbond. − Abraham Mozes Reens (1870–1930), Propagandist für den revolutionären Sozialismus und Anarchismus. Gründer der anti-belastingvereniging („Antisteuer-Vereinigung“) und der Zeitschrift Opstand („Aufstand“). − Sjoerd Si(e)brens van Veen (1828–1897), einer der ersten christlichen Sozialisten. Anhänger von F.D. Nieuwenhuis und vor allem aktiv in der Provinz Friesland. 1888 Gründer des Sociaal-Democratische Bond („Sozialdemokratischer Bund“) in der Provinz Friesland. Er verkündigte das revolutionaire van de bijbelse boodschap („das Revolutionäre aus der biblischen Botschaft“). Spätere christliche Sozialisten erklärten, dass durch das Wirken von van Veen der christliche Sozialismus in Friesland Gehör fand. − Daniël van der Zee (1880–1969) gilt als Pionier des christlichen Sozialismus. 1907 Mitgründer vom Bond van Christen-Socialisten („Bund von christlichen Sozialisten“, BCS). Redakteur der Zeitschrift Opwaarts (etwa „Aufwärts“) und Vorstandsmitglied vom Religieus-Socialistisch Verbond („religiöser sozialistischer Bund“) und vom Instituut voor Arbeidersontwikkeling (wörtlich: „Institut für Arbeiterentwicklung“; IvAO).

## Sozialismus und Anarchismus

### 19. Jahrhundert
In der zweiten Hälfte des 19. Jahrhunderts waren die Gemeinsamkeiten, von wenigen Ausnahmen abgesehen, zwischen dem antiautoritären Sozialismus und Anarchismus größer als die Unterschiede. Die Grenzen zwischen den beiden Weltanschauungen waren fließend. Um 1870 waren die sozialen und ökonomischen Verhältnisse in den Niederlanden in einer Krise: hohe Arbeitslosigkeit, niedrige Löhne, Kinderarbeit, Kindersterblichkeit und Alkoholkonsum. Wohnungen und Lebensmittel
waren ungenügend vorhanden. Zu dieser Zeit wurde die Stimmung des Proletariats immer radikaler, was auch in der Zeitschrift Recht voor Allen zum Ausdruck kam. Die erste soziale Gesetzgebung verbot 1874 die Kinderarbeit: Kindern unter zwölf Jahren war es verboten zu arbeiten.
In den Niederlanden regierte zwischen 1849 und 1890 König Willem III. (1817–1890). Er trug dazu bei, dass die Sozialisten und Anarchisten sowie die Arbeiterbewegung in Aufruhr gerieten. Wilhelm III. war bekannt als „brutaler Mensch“ (bruut), der eine große Vorliebe für das Jagen, den Alkohol, für Frauen und öffentlichen Bordellbesuch hatte. Der „halbwahnsinnige“ König war für seine Wutanfälle und Unberechenbarkeit bekannt und wurde ein Symbol für Unterdrückung und Dekadenz. Er soll sein Volk als dumme Ochsen, Pöbel und Schund bezeichnet haben. Daraufhin bekam er den Namen König Gorilla wegen seines Auftretens. Er beleidigte selbst die konservativsten Minister. Josef Alexander Cohen (1864–1961) rief in der Öffentlichkeit Weg mit dem Gorilla und bekam dafür sechs Monate Gefängnisstrafe wegen Majestätsbeleidigung. Ebenfalls wegen Majestätsbeleidigung wurde F.D. Nieuwenhuis zu einem Jahr Gefängnisstrafe verurteilt aufgrund eines Artikels im April 1886 in der Zeitschrift Recht voor Allen, der sich gegen die Monarchie richtete. Undeutlich blieb, ob Nieuwenhuis der Verfasser war, als Hauptredakteur hatte er jedoch die Verantwortung übernommen.

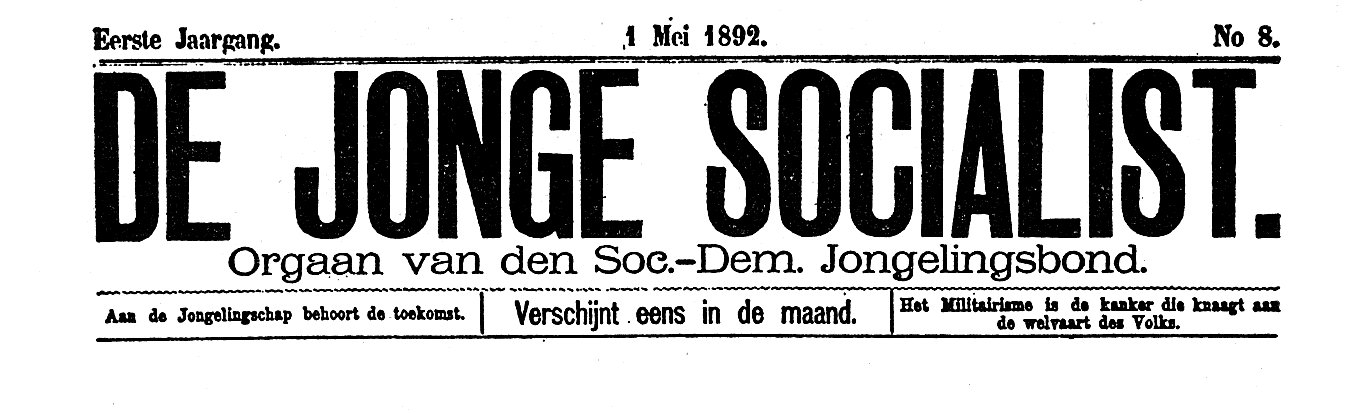
Logo der Zeitschrift De Jonge Socialist (1892)

Der Norden der Niederlande war in der zweiten Hälfte des 19. Jahrhunderts eine der ökonomisch ärmsten Gebiete, vor allem die Provinz Friesland. Die ökonomische Krise war ein fruchtbarer Boden für den Sozialismus. Arbeitsstreiks waren in Friesland bereits öfters vorgekommen. Soweit bekannt, kam es bereits 1810 zum ersten Streik, und bis 1887 folgten noch circa 76. Die bekanntesten Vorkämpfer (voorvechters) waren Pieter Jelles Troelstra (1860–1930), von 1894 bis 1925 Leiter der SDAP, und Ferdinand Domela Nieuwenhuis.
Die Sozialisten und Anarchisten wurden bekämpft und 1893 waren 53 von ihnen im Gefängnis. Nieuwenhuis war vor allem in Friesland als Redner tätig und gewann viele Arbeiter für seine sozialistischen Ideen. Das friesische Dorf Appelscha entstand 1827 mit dem Zuzug von Tausenden Arbeitern, welche dringend zur Moorkolonisierung (niederländisch: Turfwinning oder Vervening) gebraucht wurden. Die Streiks von 1888 waren der Beginn organisierter Arbeiteraufstände in den Niederlanden und der Ort galt als Hochburg von radikalem Sozialismus und Anarchismus. Bei einem Streik 1888 wurde die erste kleine Gewerkschaft in Friesland gegründet, De Eendracht (etwa „Die Einigkeit“), die regional arbeitete und Bruin Tjibbes Bruinsma (1860–1930) als Vorsitzenden hatte. Die streikenden Arbeiter hatten mit einer roten Fahne und der Aufschrift gelijkheid, vrijheid en broederschap (Gleichheit, Freiheit und Brüderschaft) demonstriert. Nachfolgende Arbeitstreiks waren koordiniert, und die Arbeiter erkämpften eine schriftliche Vereinbarung für ihre Arbeitsbedingungen.
1855 erschien die Zeitschrift De Dageraad. Die Redaktion gründete im Oktober 1856 die Freidenker-Vereinigung De Dageraad. Diese Vereinigung entstand aus dem Interesse, eine organisierte Freidenkerbewegung zu gründen und richtete sich ab 1879 unter anderem auf die Themen Emanzipation, Allgemeines Wahlrecht, Antimilitarismus, Homosexualität und der Trennung von Kirche und Staat. De Dageraad wollte autonom sein im Denken und Handeln auf wissenschaftlichem, ethischen und politischen Gebiet. Sie gab die Zeitschriften De Vrijdenker (von 1945 bis 1958) und Bevrijdend Denken (von 1959 bis 1963) heraus. Ab 1957 arbeitete die Vereinigung unter dem Namen Vrijdenkersvereniging De Vrije Gedachte weiter. Der Name stammte von Franz Wilhelm Junghuhn (1809–1864). De Vrije Gedachte („Der freie Gedanke“) arbeitet seit 1957 mit dem Humanistisch Verbond zusammen. Mitglieder von De Dageraad waren hauptsächlich Sozialisten, Liberale und Anarchisten.
Die Genossenschaft Coöperatieve Broodbakkerij (Brotbäckergenossenschaft), bekannt unter dem Namen Volharding (sinngemäß etwa „Ausdauer“, „Vollhalten“) war inspiriert durch die erste Genossenschaften in Gent, die sogenannten volksbakkerijen (wörtlich: Volksbäckereien), die während der großen Hungersnot in Belgien (von 1847 bis 1852) entstanden und von Sozialisten gegründet wurden. In einem Hauptartikel der Zeitschrift Recht voor Allen im Januar 1880, geschrieben von F.D. Nieuwenhuis, wurde auf die Genossenschaft in Belgien hingewiesen. Dies leitete zur Gründung von De Volharding in Groningen. Später gab es diese Genossenschaft unter anderem noch in Den Haag, Amsterdam, Rotterdam und Heerlen. In der Brotbäckergenossenschaft arbeiteten unter anderem Frans Drion und Bartholomeus van Ommeren.

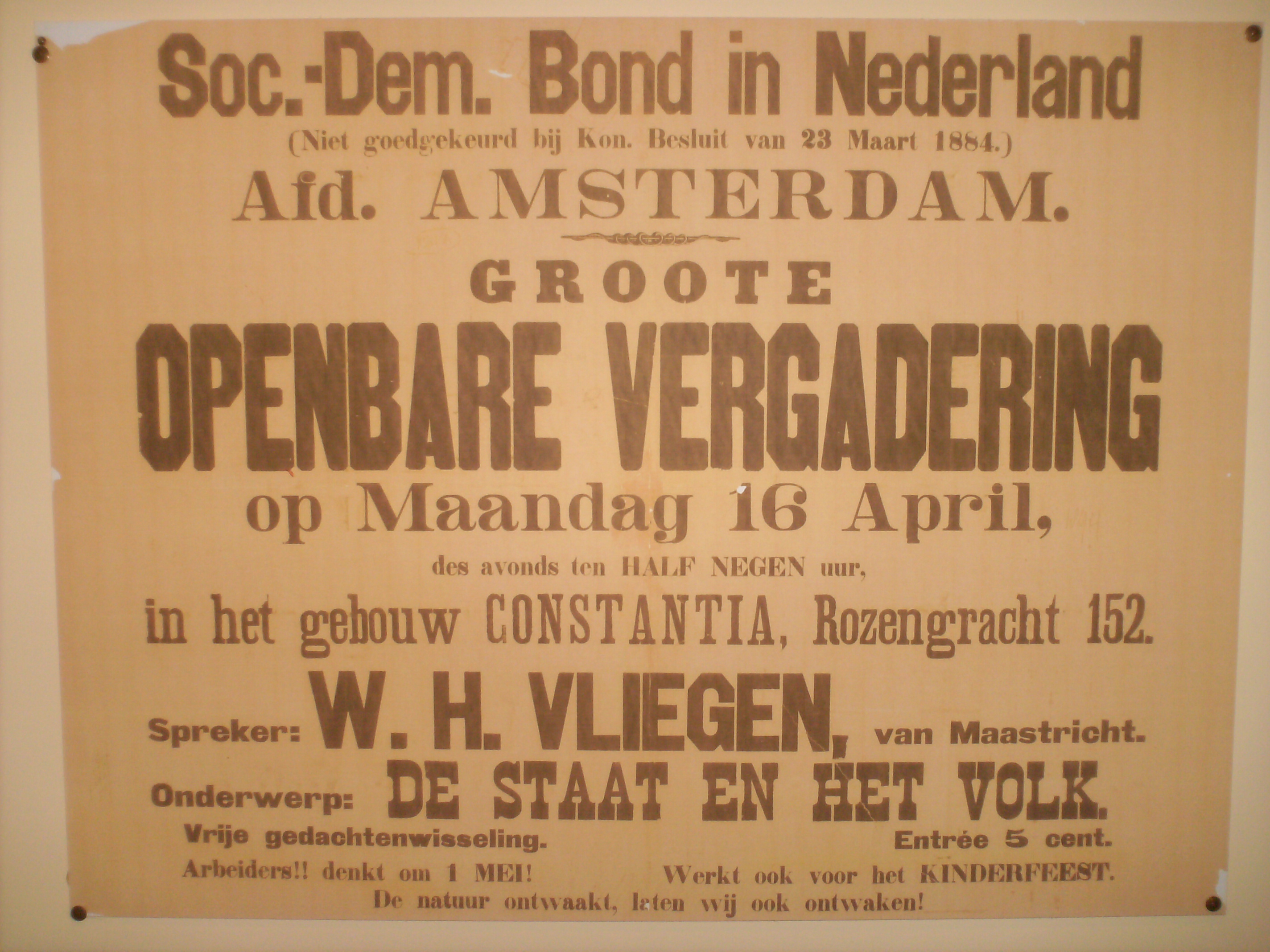
Plakat der SDB (Abteilung Amsterdam)

Die am Beginn revolutionär–sozialistische Partei Sociaal-Democratische Bond (SDB) wurde 1881 gegründet als eine Zusammenfügung von einigen regionalen Vereinigungen und war hauptsächlich in der Provinz Friesland aktiv. Nach 1890 bekam die Partei ebenfalls in der Provinz Groningen und in Amsterdam sowie Zaandam Anhänger. 1893 wurde die SDP verboten und änderte ihren Namen in Socialistenbond. Anfangs war die Partei für eine marxistisch-sozialistische Gesellschaft ohne Privatbesitz. Nach 1893 führte die Partei einen außerparlamentarischen und anarchistischen Kurs ein unter der Leitung von Ferdinand D. Nieuwenhuis.
1893 wurde die erste große Gewerkschaft mit dem Namen Nationaal Arbeids-Sekretariat (NAS) gegründet mit ihrer Zeitschrift De Arbeid. Im Ersten Weltkrieg hatte die libertäre Bewegung in den Niederlanden stark zugenommen. Die NAS erreichte eine Mitgliederschaft von 50.000. Allerdings wurde die Leitung der NAS für den Marxismus gewonnen, worauf die Anarchosyndikalisten aus der Gewerkschaft austraten und ihre eigene Gewerkschaft gründeten. Der Vorsitzende der NAS, Bernardus Lansink jr. (1884–1945), gründete zusammen mit kommunistischen Anarchisten 1905 die Landelijke Federatie van Revolutionaire Socialisten („Regionale Föderation der revolutionären Socialisten“, FRS). Die Anarchisten innerhalb der NAS nahmen es Lansink jr. übel, dass er Mitglied der Socialistische Partij (SP) war. Von der 1924 gegründeten Nederlandsch Syndicalistisch Vakverbond („Niederländische Syndikalistische Gewerkschaft“, NSV) wurde Lansink jr. Propagandist und Redakteur der Zeitschrift De Syndicalist (Der Syndikalist). Nachdem sich die NSV der IAA angeschlossen hatte, formte er zusammen mit Rudolf Rocker und Augustin Souchy das Internationale Sekretariat der IAA. Von der NAS war Christiaan Cornelissen zeitweise Vorstandsmitglied. Die von F.D. Nieuwenhuis herausgegebenen Zeitschrift De Vrije Socialist und die NAS waren eng miteinander verbunden.
Nachdem 1896 die Sozialdemokratische Arbeiderspartei (SDAP, Vorgänger der PvdA) gegründet worden war, kam es zu einer Spaltung innerhalb des Socialistenbond. Ein Teil der Mitglieder war unter Leitung von F.D. Nieuwenhuis für einen anarchistischen Weg, die übrigen Mitglieder schlossen sich der SDAP an.

### 20. Jahrhundert

Die schwarze Fahne ist ein traditionelles anarchistisches Symbol.

In der von F.D. Nieuwenhuis 1904 gegründeten Internationale Anti-Militaristische Vereniging („Internationale Antimilitaristische Vereinigung“; IAMV) waren vor allem Anarchisten vertreten.
1907 fand der Internationale anarchistische Kongress in Amsterdam statt.
1918 wurde die Socialistische Partij (SP) gegründet, die eine radikal-sozialistische und republikanische Partei war, sie war eng mit der NAS verbunden. Ihre Programmpunkte waren unter anderem Einführung einer Republik, kostenloser Schulunterricht, Einführung eines Acht-Stunden-Arbeitstages, Bekämpfung von Alkoholmissbrauch und Verbot für Kinderarbeit.
Im März 1918 entstand die sozialistische Arbeiders Jeugd Centrale
(etwa: „Zentrale der Arbeiterjugend“; AJC), die sich bei der Gründung als Jugendorganisation von dem Nederlands Verbond van Vakverenigingen („Niederländischer Verband von Gewerkschaften“) und der Sociaal-Democratische Arbeiders Partij (SDAP) verstand. Im Zweiten Weltkrieg, August 1940, wurde die AJC eingestellt, einige Aktivitäten wurden jedoch im Untergrund weitergeführt. Nach dem Krieg wurde die AJC wieder gegründet und da die Jugend weniger Interesse an dem traditionellen AJC-Stil hatte, wurde sie im Februar 1959 wiederum eingestellt.
1921 wurde das Internationale Antimilitaristische Büro (IAMB) gegründet und 1926 die Internationale Antimilitaristische Kommission (IAK). Die IAK sollte die internationale Zusammenarbeit vor allem mit der Internationalen Arbeiter-Association in Berlin fördern. Zwischen 1929 und 1938 fanden internationale Kongresse statt, unter anderem in Den Haag (1929), Frankfurt am Main (1929), Brüssel (1932) und Montevideo (1933)
Der Nederlands Syndicalistisch Verbond (NSV), von 1923 bis 1940, sollte nach Arthur Lening antiparlamentarisch werden und als Ziel die Vernichtung von Staatsstrukturen („vernietiging van de staatsstructuren“) haben, nämlich den Anarchosyndikalismus. Die Bezeichnung „anarcho-syndicalisme“ introduzierte er im November 1926 zusammen mit Albert de Jong bei der Gründung der „Gemengde Syndicalistische Vereeniging“. Von 1932 bis 1935 erschien bei der NSV die von ihm herausgegebene anarchosyndikalistische Zeitschrift Grondslagen.
Nahe dem friesischen Ort Appelscha (Gemeinde: Ooststellingwerf) organisierten anarchistische Jugendliche zum ersten Mal 1924 eine Veranstaltung auf dem Gelände Ter Vrijheidsbezinning (wörtlich: „Zur Freiheitsbesinnung“) mit dem Namen Pinksterlanddagen. Seit diesem Zeitpunkt hat das Dorf den Ruf als Hochburg des Sozialismus und Anarchismus, wovon die Pinksterlanddagen heute noch Zeugnis ablegen.
Von den 32 antimilitaristischen und pazifistischen Organisationen, die rund 25.000 Mitglieder hatten und zwischen 1919 und 1932 bestanden, vereinigte sich ein Großteil zusammen mit etlichen politischen und humanitären Organisationen in der Föderation Nooit Meer Oorlog Federatie (wörtlich: „Nie mehr Krieg Föderation“; NMOF).
1937 gründete Anton Levien Constandse zusammen mit fünfzehn Gruppen die Föderation von Anarchisten („Federatie van Anarchisten“, FAN) zur Unterstützung der spanischen Federación Anarquista Ibérica (FAI).

## Erste aktive Anarchisten im 19. Jahrhundert (Auswahl)

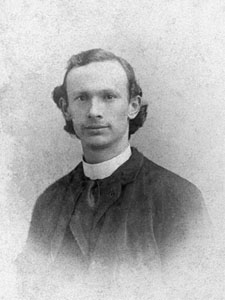
Christiaan Cornelissen

Christiaan Cornelissen (1864–1942), Vertreter des Kommunistischen Anarchismus, gilt als bedeutendster Vertreter des Syndikalismus in den Niederlanden. Von 1905 bis 1907 Redakteur der Zeitschrift De Vrije Communist („Der freie Kommunist“).

Frans Drion (1874–1948), Redakteur, Buchhalter, Politiker, Lehrer für Ökonomie und Staatsleitung. Drion war in seiner Jugend einer der ersten Anarchisten in Den Haag. Am 1. April 1890 arbeitete er als Schreibkraft für die „Coöperatieve Broodbakkerij“ und 1896 als Buchhalter in der Abteilung für Lebensmittel („Afdeling kruidenierswaren“). Im Zweiten Weltkrieg war er tätig als Hauptredakteur der illegalen Zeitschrift De Toekomst („Die Zukunft“) in Den Haag (von 1943 bis 1945)

Jan Poppes Hommes (1843–1916), individualistischer Anarchist und Pionier des Sozialismus in der Provinz Ost-Groningen. In seinem Hotel in Finsterwolde kamen radikale und sozialistische Redner, unter anderem F.D. Nieuwenhuis. Der Bürgermeister nannte das Hotel ein broeinest der geheele socialistische beweging („eine Brutstätte der ganzen sozialistischen Bewegung“). Hommes war Mitglied von De Dageraad.

Hendrik Ebo Kaspers (1869–1953), Redakteur, Organisator, Antimilitarist und Anarchist. 1892 wurde Kaspers Schriftführer der Abteilung „Allgemeines Wahlrecht“ in Finsterwolde des Sociaal Demokratische Bond („Sozialdemokratischer Bund“, SDB). Kaspers gründete 1915 eine Föderation von Sozialanarchisten („Federatie van Sociaal-Anarchisten“). Nach dem Zweiten Weltkrieg war er bei dem Nederlandse Bond van Vrije Socialisten („Niederländischer Bund für freie Sozialisten“) aktiv.

Chris Lebeau (1878–1945), Künstler, Kunstlehrer, Theosoph und Anarchist. Selbst nannte er sich einen „religieuze Anarcho-Communist“ (wörtlich: „religiöser Anarchokommunist“). Lebeau wurde als vielseitiger Künstler angesehen. Für die Zeitschrift De Wapens Neder von der Internationalen Anti-Militaristische Vereeniging (IAMV) („Internationale Antimilitaristische Vereinigung“) zeichnete Lebeau Illustrationen, Karikaturen und Plakate. Ebenfalls für die anarchistischen Zeitschriften De Maker und Bevrijding.

Als einer der ersten Anarchisten in den Niederlanden wird Johannes Methöfer (1863–1933) bezeichnet, der um 1892 Propagandareisen in Holland, der Provinz Friesland und in Groningen unternahm. Er hatte ebenfalls größeren Einfluss auf die Arbeiterbewegung in Noord-Holland. Methöfer stand den sozialistischen und anarchistischen Überzeugungen von Nieuwenhuis sehr nahe mit dem Unterschied, dass er die Propaganda der Tat befürwortete.

Lodewijk van Mierop (1876–1930), Antimilitarist, Zeitschriftenherausgeber, Aktivist, Organisator, Pazifist und christlicher Anarchist. 1897 gründete er den Algemeen Nederlandsche Geheel-Onthouder Bond („Allgemeiner niederländischer Abstinenzler Bund“, ANGOB). Im Oktober 1899 gründete er in Blaricum die Gruppe Vereniging Internationale Broederschap (wörtlich: „Vereinigung der Internationale Brüderschaft“, VIB; oder auch IB abgekürzt), die nach den Idealen des christlichen Anarchismus leben sollte. Clara Gertrud Wichmann, van Mierop und andere gründeten 1920 den Bond van religieuze Anarcho-Communisten („Bund religiöser Anarchokommunisten“, BRAC).

Ferdinand Domela Nieuwenhuis (1846–1919), Pfarrer und Pionier des Sozialismus in den Niederlanden. 1889 bekannte er sich zum Anarchismus. Gründer der Zeitschrift De Vrije Socialist und Redakteur der Zeitschrift Recht voor Allen sowie Initiator vom Bond voor Algemeen Kies- en Stemrecht („Bund für allgemeines Wahlrecht“). 1904 Gründer der Internationale Anti-Militaristische Vereniging („Internationale Antimilitaristische Vereinigung“, IAMV).

Bartholomeus van Ommeren (1859–1907), Aktivist, Redakteur und Anarchist. Er zog nach Den Haag, wurde zweiter Buchhalter bei der Coöperatieve Broodbakkerij und arbeitete bei der Konsumentenvereinigung De Volharding. Van Ommeren war Schriftführer vom Nederlandsche Bond voor Algemeen Kies- en Stemrecht („Niederländischer Bund für allgemeines Wahlrecht“), Abteilung Amsterdam. Van Ommeren, der als Propagandist für den Anarchismus auftrat, war einer der ersten Sozialisten in den Niederlanden, der wegen seiner Weltanschauung gerichtlich verfolgt wurde.

Felix Ortt (1866–1959), Philosoph und einflussreicher Theoretiker des christlichen Anarchismus. Zusammen mit Jacob van Rees, J.K. van der Leer und anderen war er beteiligt an der Herausgabe der Zeitschrift Vrede („Friede“). Mitgründer des „Nederlandsche Vegetarierbond“ („Niederländischer Bund für Vegetarier“). Um 1900 gründete er mit anderen christlichen Anarchisten die Vereniging Internationale Broederschap („Vereinigung der internationalen Bruderschaft“, VIB) für Gewaltlosigkeit und Vegetarismus. 1915 wurde Mitglied im „Bund freier Menschen“ („Het Vrije Menschen Verbond“, VMV), einer Fortsetzung der niederländischen Friedensbewegung.

Jacob van Rees (1854–1928), Pazifist, Organisator und christlicher Anarchist. Van Rees war ebenfalls beteiligt bei der Gründung der Internationalen Broederschap (IB).
Felix Ortt, Lodewijk van Mierop, L. Bahler und van Rees gründeten 1906 eine neue Friedensbewegung die 1907 in dem Vrije Menschenverbond (sinngemäß: „Bund freier Menschen“) aufging und dieser letztendlich in dem Bond van Christen-Socialisten („Bund christlicher Sozialsten“) integrierte. Er war Mitglied im Bond van religiöse Anarcho-Communisten („Bund religiöser Anarchokommunisten“).

Charles Reyndorp (1870–1950), Freidenker und Anarchist. Redakteur von De Sociaal-Democraat, Het Volksblad und Anarchist. Mitglied vom Bond van Religieuze Anarcho-Communisten (BRAC) und dem Socialistenbond. Sprecher für die Internationaal Anti-Militaristisch Vereniging (IAMV).

Jan Sterringa (1870–1951), Theosoph und Anarchist. Herausgeber der Zeitschrift Licht en Waarheid und der Broschürenreihe Sterringa vijf-cents-brochures („Sterringas fünf-Cent-Broschüren“).

## Aktive Anarchisten im 20. Jahrhundert (Auswahl)
Lambertus Johannes Bot (1897–1988), Antimilitarist, Politiker, Vorsitzender verschiedener Organisationen und Anarchist. Von 1970 bis 1983 war er Schriftführer der Freidenker-Vereinigung („Vrijdenkersvereniging“) De Vrije Gedachte. 1917 wurde er Mitglied und später Vorsitzender bei der Internationale Anti-Militaristische Vereniging („Internationale Antimilitaristische Vereinigung“, IAMV). 1935 war er, unter seinem Pseudonym J. Lambo, Vorsitzender der Niederländischen Syndikalistischen Gewerkschaft („Nederlandsch Syndicalistisch Vakverbond“, NSV). 1946 Vorsitzender von dem Niederländischen Bund freier Sozialisten („Nederlandse Bond van Vrije Socialisten“, NBVS).

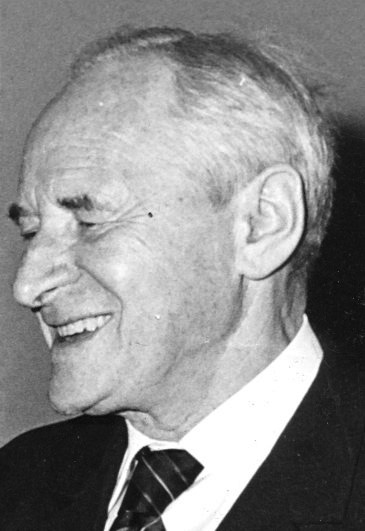
Anton Levien Constandse

Anton Levien Constandse (1899–1985), Freidenker und Anarchist. 1918 kam er in Kontakt mit der Sociaal-Anarchistische Jeugd Organisatie („Sozial-anarchistische Jugendorganisation“; SAJO).
Dieser Organisation gehörten unter anderem auch Johan de Haas und Pieter Adrianus Kooijman an. Bei der SAJO stand er auf der Seite der individualistischen Anarchisten.
Herausgeber der Zeitschriften Alarm und Opstand. Revolutioair Maandblad („Aufstand. Revolutionäre Monatszeitschrift“).

Johan de Haas (1897–1945). In Amsterdam war er Mitglied der Sociaal Anarchistische Jeugdorganisatie (wörtlich: „Sozial-anarchistische Jugendorganisation“, SAJO). Ende 1921 verübte de Haas zusammen mit Pieter Adrianus Kooijman einen Bombenanschlag auf die Wohnung von Major Verspyck, Mitglied des Kriegsrates, der mitverantwortlich für das Urteil gegen den Wehrdienstverweigerer Herman Groenendaal war. Zahlreiche Artikel publizierte er unter anderem in De Vrije Socialist (ab 1919), De wapens neder (ab 1923), De Vrijdenker (ab 1924), De Arbeider (1934). Er war tabubrechend auf dem Gebiet der Homosexualität.

Albert de Jong (1891–1970), Redakteur, Autor, Organisator, Lehrer und Anarchosyndikalist. De Jong unterstützte Kriegsdienstverweigerer. Er wurde dafür 1921 unter Anklage gestellt mit der Begründung „einen Aufruf zur Revolte“ begangen zu haben. De Jong wurde zu 29 Tagen Gefängnisstrafe verurteilt.

Année Rinzes de Jong (1883–1970), Redakteur, Pfarrer, Antimilitarist, aktiv in der Friedensbewegung und christlicher Anarchist.
Er wurde Mitglied bei dem Bond van Christen-Socialisten (etwa: „Bund der christlichen Sozialisten“, später Bond van Anarcho-Socialisten; BCS).
De Jong wurde Vorsitzender und Redakteur der BRAC-Zeitschrift De Vrije Communist („Der freie Kommunist“). 1919 trat de Jong aus der Kirche aus und begann 1923 mit monatlichen religiösen Vorlesungen („religieuse toespraken“), die er mehr als 30 Jahre hielt.

Pieter Adrianus Kooijman (1891–1975), Autor, politischer Aktivist und Anarchist. Kooijman wurde erst Mitglied der Sociaal Democratischen Arbeiders Partij (SDAP). Zusammen mit Leen van der Linde formte er in Den Haag die Gruppe Sozial-Anarchisten („Sociaal-anarchisten“). Die Zusammenarbeit mit der regionalen Föderation der Sozial-Anarchisten war von kurzer Dauer und er nahm Kontakt auf mit der der Sociaal Anarchistische Jeugdorganisatie (wörtlich: „Sozial-anarchistische Jugendorganisation“ (SAJO)).

Bart de Ligt (1883–1938), Antimilitarist und Anarchist. Mitglied des Bund der Christen-Sozialisten („Bond van Christen-Socialisten“, BCS) sowie Redakteur der BCS-Zeitschrift Opwaarts („Aufwärts“). Er wurde 1921 Mitgründer des Internationalen Anitmilitaristischen Büros (IAMB) und aktiv bei der Internationalen Antimilitaristischen Vereinigung („Internationale Anti–Militaristische Vereeniging“, IAMV).

Clara Gertrud Wichmann (1885–1922), Mitglied vom Bond christlicher Socialisten (BCS) und Anarchosyndikalistin. Zusammen mit Lodewijk van Mierop beteiligt an der Gründung vom Bündnis von religiösen Anarcho-Kommunisten (BRAC). Wichmann hatte großen Einfluss in den antimilitaristischen und libertär-sozialistischen Bewegungen ihrer Zeit. Aktiv im Comité Misdaad en Straf („Komitee für Verbrechen und Strafe“), bei dem ebenfalls Hendrik Ebo Kaspers tätig war.

## Zweiter Weltkrieg (1939 bis 1945)
Im Zweiten Weltkrieg gab es keinen koordinierten Widerstand gegen den Nationalsozialismus der Anarchisten gegen die Nationalsozialisten. Der Widerstand der Anarchisten ging von individuellen Aktionen und Aktivitäten aus. Diese waren hauptsächlich gerichtet auf das Verfälschen von Dokumenten, in Sicherheit bringen von direkt in Gefahr befindlichen deutschen und niederländischen Anarchisten, das Drucken und Verbreiten von illegalen Zeitungen und Flugschriften sowie Hilfe für die jüdische Bevölkerung. Dabei wurde in wenigen Ausnahmen Gebrauch gemacht von Gewalt.

Während des Krieges hatte Lambertus Johannes Bot jüdischen Verfolgten geholfen unterzutauchen. Zwei jüdische Bürger wurden in seiner Wohnung verhaftet.

Albert de Jong hatte 1933 Gerhard Wartenberg auf der Flucht geholfen, um den Verfolgungen durch die Nationalsozialisten zu entgehen. Für die Juden in Amsterdam organisierte de Jong zusammen mit dem niederländischen Anarchisten Herman Groenendaal eine Solidaritätskundgebung. Groenendaal wurde verhaftet, de Jong gelang die Flucht und musste untertauchen.

Chris Lebeau ging eine Scheinehe mit einer jüdischen Frau ein, die vor den Nationalsozialisten geflüchtet war. Im November 1943 wurden beide verhaftet mit der Begründung, sie hätten jüdischen Niederländern ihre Hilfe angeboten. Lebeau übernahm alle Verantwortung, wodurch seine Frau in Freiheit gestellt wurde. Er selbst konnte ebenfalls aus dem Gefängnis entlassen werden wenn er die Zusage machte, in Zukunft keine illegale Aktivitäten mehr auszuführen, unter anderem Fälschungen von Dokumenten. Lebeau lehnte dies ab und wurde im Februar 1944 nach Kamp Vught gebracht. Im Mai 1944 kam er in das Konzentrationslager Dachau.

Felix Ortt hatte in Soest Flüchtlingen geholfen die untertauchen mussten.

Laura Carola Mazirel (1907–1974), Juristin und Widerstandskämpferin gegen den Nationalsozialismus. Sie setzte sich für Homosexuellen- und Frauenrechte ein. Ihr Rechtsanwaltsbüro diente zum Teil als Tarnung für Widerstandsaktivitäten; dem Durchgeben von Informationen, zur Kontaktaufnahme und dem Organisieren von Unterkünften für verfolgte Personen. 1943 war Mazirel eine der Organisatoren des Attentates auf das Amsterdamer Einwohnermeldeamt (Bevolkingsregister) im Stadtviertel Apollobuurt, um persönliche Angaben von politisch verfolgten Personen zu vernichten.

## Nach dem Zweiten Weltkrieg
Nach dem Krieg kam es zur Gründung neuer Organisationen und Gruppen. Eine der ersten war die Vrije Socialisten Vereniging („Freie sozialistische Vereinigung“; VSV). Gegründet 1945. Eine Fortsetzung der vor dem Krieg bestehenden Gruppen um die Zeitschrift De Vrije Socialist.

Ein Jahr später entstand der Nederlandse Bond van Vrije Socialisten (Niederländischer Bund von freien Sozialisten; NBVS), eine Initiative der Rudolf Rocker-Stichting (Rudolf Rocker Stiftung). Ziel der NBVS war die persönliche Freiheit des Menschen und Abschaffung der ökonomischen Ungleichheit.

Die VSV und NBVS fusionierten zusammen im September 1952. Die neue Organisation bekam den Namen Federatie van Anarchisten in Nederland („Föderation von Anarchisten in den Niederlanden“; FAN). Nach einigem Bedenken sollte die FAN aufgelöst werden, wurde jedoch unter neuem Namen 1954 fortgesetzt als Federatie van Vrije Socialisten in Nederland („Föderation der freien Sozialisten in den Niederlanden“; FVS). Nach der Gründung der FAN kam es zu einer Oppositionsgruppe, die als Organ die Zeitschrift Vrijheid (Freiheit) hatte mit der Erstausgabe vom 24. Oktober 1953. Nach 1956 wurde die Zeitschrift eingestellt und die Leser sollten dafür die Zeitschrift De Vrije Socialist empfangen.

Im Mai 1965 wurde die Provo-Bewegung gegründet. Initiiert von dem anarchistischen Philosophen Roel van Duijn, vom Nichtraucher-Aktivisten Robert Jasper Grootveld, von Rob Stolk, Peter Bronkhorst und vom Erfinder Luud Schimmelpennink. Die niederländische Monarchie und die Mitglieder des Königshauses waren als Symbole des Establishments bevorzugte Ziele der satirischen Attacken der Provos, was in ihrer Zeitschrift Provo zum Ausdruck kam. Die Provos gaben mit ihren Aktionen dem Anarchismus neue Impulse und machten ihn einer breiteren Öffentlichkeit bekannt.

Logo der niederländischen Anti-Fascistische Actie mit schwarzer und roter Fahne

Die Antifascistische Actie (AFA) wurde 1992 gegründet und ist ein überregionales Netzwerk von verschiedenen Gruppen. Unter anderem bestehen die Aktivitäten aus Demonstrationen, dem Verteilen von Flugblättern und Unterstützung anderer Organisationen. Die Organisation wird hauptsächlich von Anarchisten getragen, wobei es zur Zusammenarbeit mit Sozialisten, Kommunisten und Autonomen kommt. Eine Zusammenarbeit mit linksgerichteten Gewerkschaften wird abgelehnt. Die AFA gibt die Zeitschrift Alert! heraus.

Das Kollektiv Eurodusnie wurde 1997 aus Protest gegen den Vertrag von Amsterdam gegründet und besteht weiterhin (Stand 2013).

Die Anarchistische Groep Amsterdam („Anarchistische Gruppe Amsterdam“; AGA) entstand um 2001. Die anarchistische Gruppe ist ein Kollektiv ohne Hierarchie. Ihr Ausgangspunkt ist der Anarchismus, wobei sie Alternativen suchen für Probleme, die in der Gesellschaft vorhanden sind, zum Beispiel auf dem Arbeitsplatz, in Schulen, das Gefängnissystem und Initiativen ergreifen für Mieter und der Hausbesetzerbewegung. Der Nachdruck liegt auf Selbstorganisation und der direkten Aktionen. In anderen Städten bestehen ebenfalls anarchistische Gruppen (AG).

2009 entstand die Anarchistische Groep Nijmegen (AGN) und 2010 das Anarchistisch Kollektief Utrecht (AK-Utrecht). Die Gruppen organisieren Aktionen und unterstützen gegenseitig ihre Aktivitäten. De AGA hat dabei viel von ihren Wissen und Erfahrung geteilt. Sowohl der AGN als auch der AK-Utrecht waren dem Vrije Bond angeschlossen.

Der Vrije Bond („Freier Union“), eine Organisation, die eine anarchistische Gesellschaft anstrebt, hat unter anderem Gruppen in Utrecht, Amsterdam und Nijmegen obwohl einige dieser Gruppen mittlerweile inaktiv sind.

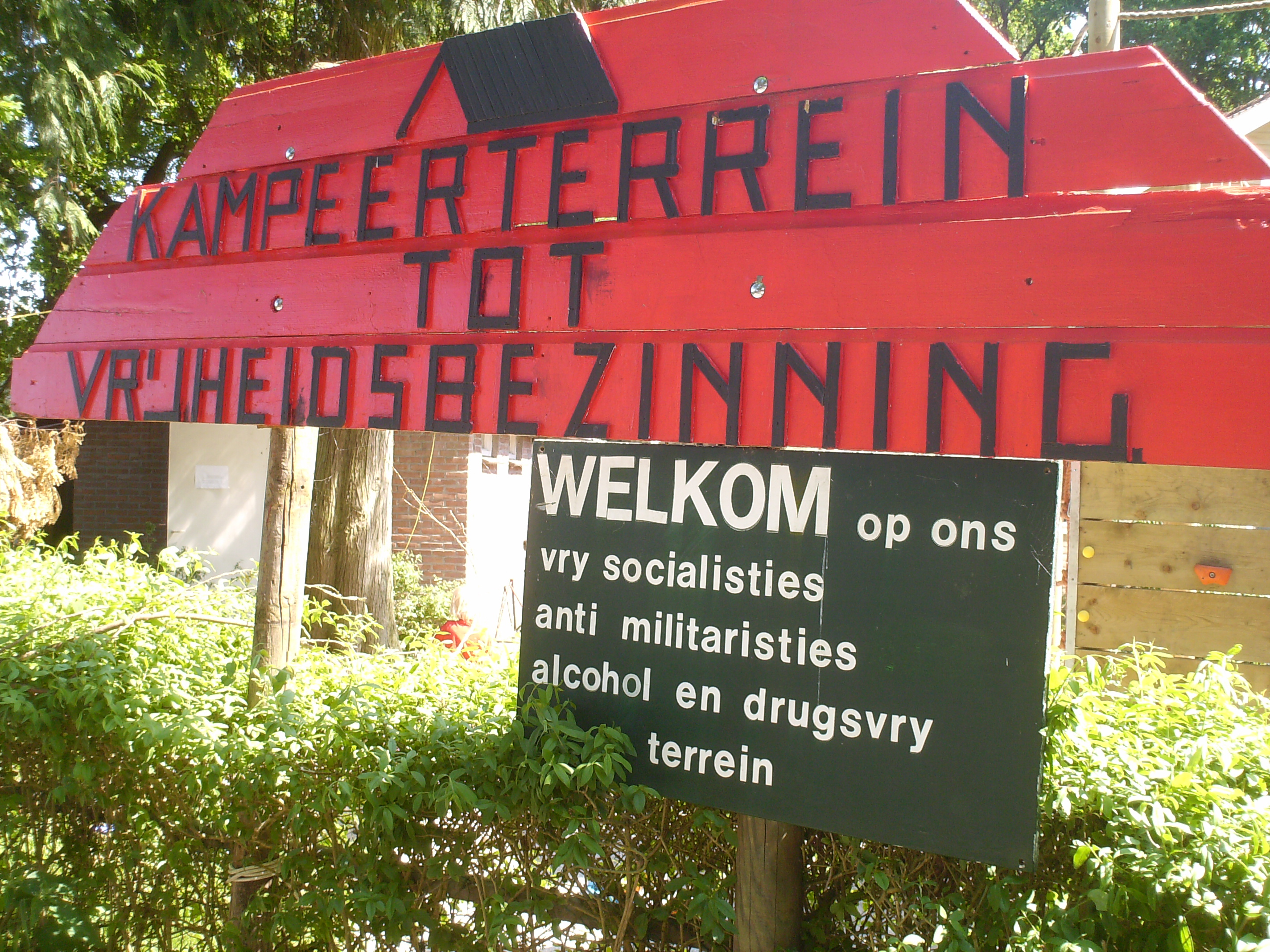
Tot Vrijheidsbezinning, Willkommen zu den Pinksterlanddagen

Die Pinksterlanddagen, bestehend seit 1924, werden auch in der Gegenwart noch organisiert (Stand: 2016).

1971: Gründung der Federatie van Vrije Socialisten („Föderation der freien Sozialisten“), die 1979 eingestellt wurde und durch die Anarchistische Federatie („Anarchistische Föderation“) ersetzt wurde.

Anarchist Black Cross in Amsterdam und Nijmegen (Gründungsdatum nicht bekannt).

Der Anarcho-Syndicalistische Bond (ASB) entstand im Oktober 2012 auf Initiative einiger unzufriedener Mitglieder des Vrije Bond. Der ASB wünschte sich einen stärkeren Fokus auf den Arbeitskampf und hatte Mitglieder in u. a. Utrecht, Twente, Amsterdam, Brabant, Rotterdam und Den Haag. Der ASB verstand sich als Arbeiterorganisation mit dem Ziel der Abschaffung von Kapitalismus und Staat und verfolgte in dem Sinne eine klassische anarchosyndikalistische Linie. Er plädierte für ein freies Zusammenleben auf der Grundlage von Selbstorganisation der Arbeiter, Solidarität, Gegenseitige Hilfe und dem kommunistischen Anarchismus. Der ASB löste sich 2014 auf.

## Zeitschriften (Stand 2020)
- De Vrije, Nachfolger von De Vrije Socialist[62]
- Ravage, eine progressive, linkspolitische Zeitschrift mit anarchistischer Tendenz.
- De As, die seit rund 40 Jahren erscheinende Zeitschrift wird viermal im Jahr herausgegeben.
- Buiten de Orde, die Zeitschrift des Vrije Bond[63]
- Direkte Actie, die Zeitschrift der Anarchistische Groep Amsterdam
- inBeweging, die Zeitung der Anarchistische Groep Nijmegen
- Rumoer, eine unabhängige anarchistische Zeitschrift

## Archive
- Archief Vrijdenkersvereniging De Dageraad. Archiv der Freidenkersvereinigung De Dageraad. Im IISG.
- Archief NAS. Archiv Nationaal Arbeids-Secretariaat (NAS) im IISG
- De Arbeid. Organ vom Nationaal Arbeids-Secretariaat. Ausgaben Nr. 1–22 von 1940. Online als PDF verfügbar.